# Bolbelasmus bajaensis
Bolbelasmus bajaensis är en skalbaggsart som beskrevs av Henry Fuller Howden 1964. Bolbelasmus bajaensis ingår i släktet Bolbelasmus och familjen Bolboceratidae. Inga underarter finns listade.